# Liechtenstein op de Olympische Winterspelen 2006
Tijdens de Olympische Winterspelen van 2006 die in Turijn werden gehouden nam Liechtenstein voor de 16e keer deel aan de Winterspelen.
Vijf deelnemers, drie mannen en twee vrouwen, kwamen uit in het alpineskiën en langlaufen.

## Deelnemers
| Sport               | Naam             | Discipline                                        | Klassering | Resultaten                                                       |
| ------------------- | ---------------- | ------------------------------------------------- | ---------- | ---------------------------------------------------------------- |
| Alpineskiën mannen  | Marco Büchel     | Afdaling Super-G                                  | 7e 6e      | 1.50,04 1.31,22                                                  |
| Alpineskiën mannen  | Claudio Sprecher | Afdaling Combinatie Super-G                       | 35e 32e -  | 1.53,34 Afdaling 1.41,01, Slalom 1e run 51,77 / 2e run 51,30 dnf |
| Alpineskiën vrouwen | Jessica Walter   | Slalom                                            | 32e        | 1e run 45,73 / 2e run 49,73                                      |
| Alpineskiën vrouwen | Tina Weirather   | Afdaling Super-G                                  | - 33e      | dnf 1.35,34                                                      |
| Langlaufen mannen   | Markus Hasler    | 30 km achtervolging 50 km vrije stijl, massastart | 11e 39e    | 1:17.10,9 2:08.29,0                                              |

Albanië · Algerije · Amerikaanse Maagdeneilanden · Andorra · Argentinië · Armenië · Australië · Azerbeidzjan · België · Bermuda · Bosnië en Herzegovina · Brazilië · Bulgarije · Canada · Chili · China · Chinees Taipei · Costa Rica · Cyprus · Denemarken · Duitsland · Estland · Ethiopië · Finland · Frankrijk · Georgië · Griekenland · Groot-Brittannië · Hongarije · Hongkong · Ierland · IJsland · India · Iran · Israël · Italië · Japan · Kazachstan · Kenia · Kirgizië · Kroatië · Letland · Libanon · Liechtenstein · Litouwen · Luxemburg · Macedonië · Madagaskar · Moldavië · Monaco · Mongolië · Nederland · Nepal · Nieuw-Zeeland · Noord-Korea · Noorwegen · Oekraïne · Oezbekistan · Oostenrijk · Polen · Portugal · Roemenië · Rusland · San Marino · Senegal · Servië en Montenegro · Slovenië · Slowakije · Spanje · Tadzjikistan · Thailand · Tsjechië · Turkije · Venezuela · Verenigde Staten · Wit-Rusland · Zuid-Afrika · Zuid-Korea · Zweden · Zwitserland